# Gephyromantis ambohitra
Espèce
Synonymes
- Mantidactylus ambohitra Vences & Glaw, 2001

Statut de conservation UICN

 VU B1ab(iii) : Vulnérable
Gephyromantis ambohitra est une espèce d'amphibiens de la famille des Mantellidae.

## Répartition
Cette espèce est endémique du Nord de Madagascar. Elle se rencontre entre 500 et 1 200 m d'altitude dans le parc national de la Montagne d'Ambre, les environs de la commune de Tsaratanana et le massif du Manongarivo,.

## Étymologie
Son nom d'espèce lui a été donné en référence au lieu de sa découverte, Ambohitra étant le nom malgache de la Montagne d'Ambre.

## Publication originale
- Vences & Glaw, 2001 : Systematic review and molecular phylogenetic relationships of the direct developing Malagasy anurans of the Mantidactylus asper group (Amphibia, Mantellidae). Alytes, vol. 19, no 2-4, p. 107-139 (texte intégral).